# Бояри (Мядельський район)
Бояри (біл. вёска Баяры) — село в складі Мядельського району Мінської області, Білорусь. Село підпорядковане Мядзельській сільській раді, розташоване в північній частині області.